# Саутвелл, Томас, 1-й виконт Саутвелл
Томас Джордж Саутвелл, 1-й виконт Саутвелл (англ. Thomas George Southwell, 1st Viscount Southwell; 4 мая 1721 — 29 августа 1780) — англо-ирландский офицер, пэр и политик.

## Происхождение и образование
Родился 4 мая 1721 года. Единственный сын Томаса Саутвелла, 2-го барона Саутвелла (1698—1766), и его жены Мэри Кук (? — 1766), старшей дочери Томаса Кука. Он получил образование в Линкольнс-Инн, а затем отправился в колледж Крайст-Черч, Оксфорд. Он был произведен в прапорщики 2-го полка пехотной гвардии 1 мая 1738 года и уволился из армии в ноябре 1741 года. С 1753 по 1757 год Саутвелл был Великим мастером Великой ложи Ирландии.

## Карьера
Томас Саутвелл заседал в Ирландской палате общин от Эннискорти (1747—1761) и графства Лимерик (1761—1766) .
19 ноября 1766 года после смерти своего отца Томас Саутвелл унаследовал титулы 3-го барона Саутвелла из замка Маттресс в графстве Лимерик (Пэрство Ирландии) и 4-го баронета Саутвелла из замка Маттресс в графстве Лимерик, став членом Палаты лордов Ирландии. В 1769 году он произнес свою первую речь в Ирландской палате лордов.
Констебль замка Лимерик (1750), губернатор графства Лимерик (1762—1780), главный шериф графства Лимерик (1759).
18 июля 1776 года для него был создан титул виконта Саутвелла в замке Маттресс в графстве Лимерик (Пэрство Ирландии).

## Семья
18 июня 1741 года Томас Саутвелл женился на Маргарет Гамильтон (? — 18 июля 1802), дочери Артура Сесила Гамильтона. У супругов было четверо детей:
- Томас Артур Саутвелл, 2-й виконт Саутвелл (16 апреля 1742 — 15 февраля 1796)[11]
- Томас Джордж Саутвелл (умер в молодости)
- Подполковник Роберт Генри Саутвелл (октябрь 1745 — 29 августа 1817), член Палаты общин Ирландии[4]
- Люсия Саутвелл

Лорд Саутвелл скончался 29 августа 1780 года в возрасте 59 лет и был похоронен в Раткиле. Его титул унаследовал его старший выживший сын Томас.